# Pau Echaniz
Pau Echaniz Pal (San Sebastián, 29 de mayo de 2001) es un deportista español que compite en piragüismo en la modalidad de eslalon.
Participó en los Juegos Olímpicos de París 2024, obteniendo una medalla de bronce en la prueba de K1 individual.
En los Juegos Europeos de Cracovia 2023 consiguió una medalla de oro en la prueba de K1 por equipos. Ganó una medalla de bronce en el Campeonato Europeo de Piragüismo en Eslalon de 2025, en la misma prueba.
Estudió Patronaje y Moda en la Escuela de Innovación Profesional (AEG) de San Sebastián.

## Palmarés internacional
| Juegos Olímpicos   | Juegos Olímpicos           | Juegos Olímpicos  | Juegos Olímpicos |
| Año                | Lugar                      | Medalla           | Competición      |
| ------------------ | -------------------------- | ----------------- | ---------------- |
| 2024               | París (Francia)            | Medalla de bronce | K1 individual    |
| Juegos Europeos    |                            |                   |                  |
| Año                | Lugar                      | Medalla           | Competición      |
| 2023               | Cracovia (Polonia)         | Medalla de oro    | K1 por equipos   |
| Campeonato Europeo |                            |                   |                  |
| Año                | Lugar                      | Medalla           | Competición      |
| 2025               | Vaires-sur-Marne (Francia) | Medalla de bronce | K1 por equipos   |